# 朱江洪
朱江洪（1945年11月—），广东新会人，出生于广东省中山县（今珠海市）。曾任珠海格力电器股份有限公司董事长，现任中共党员、广东省人大代表及广东省企业品牌建设促进会筹委会会长。

## 生平
朱江洪1945年11月出生于广东省中山縣（今珠海市）。1966年入读华南工学院（华南理工大学前身）机械系，并于1970年毕业，被分配到广西百色矿山机械厂当普通工人，两年后被提拔为质检工。因为表现突出，一年半后调升为轴承车间的技术员，之后当上车间副主任、生产科副科长、质检科副科长、技术科副科长，1982年当选厂长。
1988年，朱江洪离开百色前往珠海工作，进入珠海经济特区冠雄塑胶公司担任总经理一职，后兼任海利空调厂（格力电器前身）厂长。
1992年，珠海格力电器公司组建，朱江洪出任总经理。
2001年，朱江洪出任珠海格力电器股份公司董事长，任职至2012年5月。
2013年，朱江洪委任广东省企业品牌建设促进会筹委会会长一职。